# Landschaftsschutzgebiet Grünlandgürtel am Südfeld

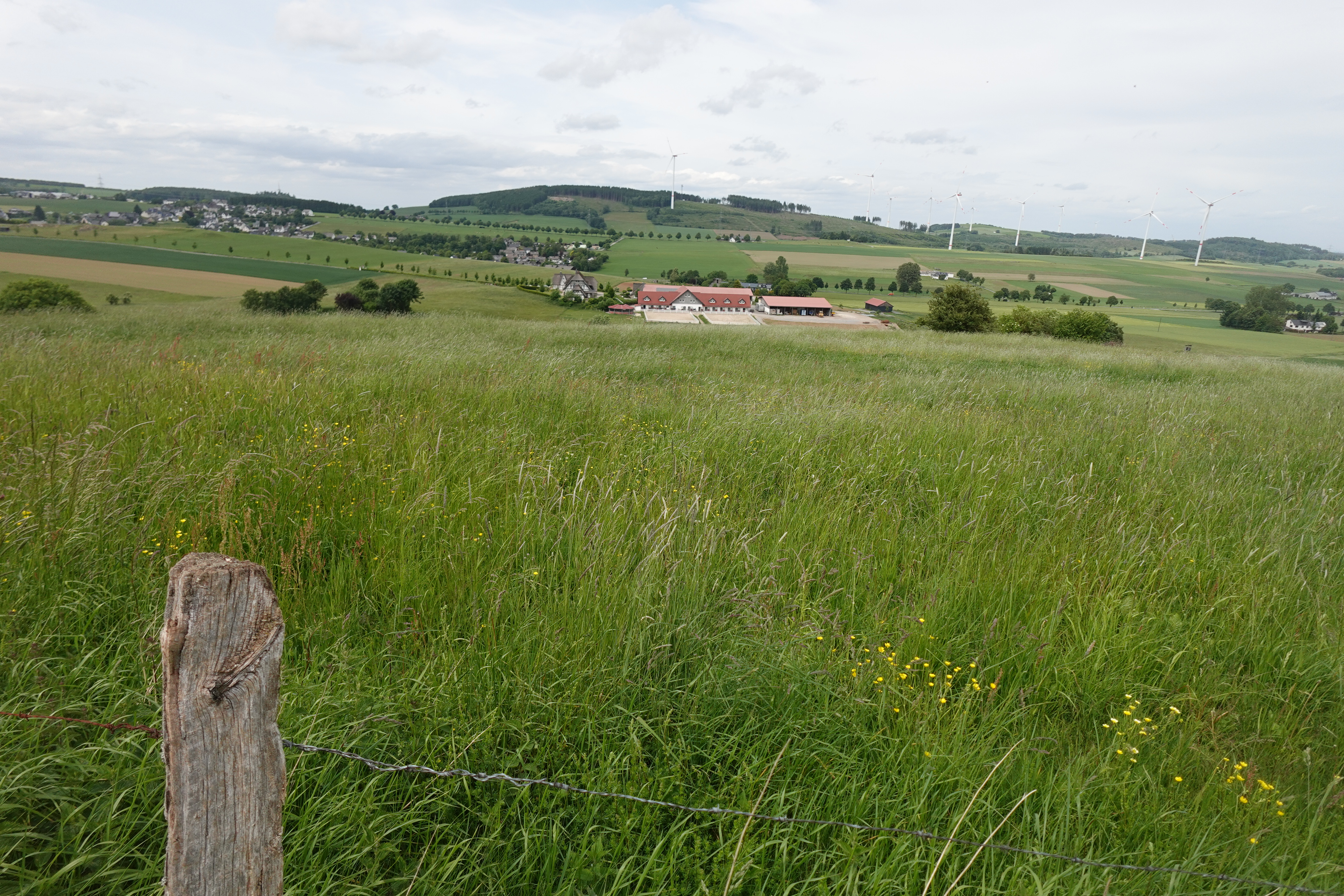
Landschaftsschutzgebiet Grünlandgürtel am Südfeld, Blick nach Norden

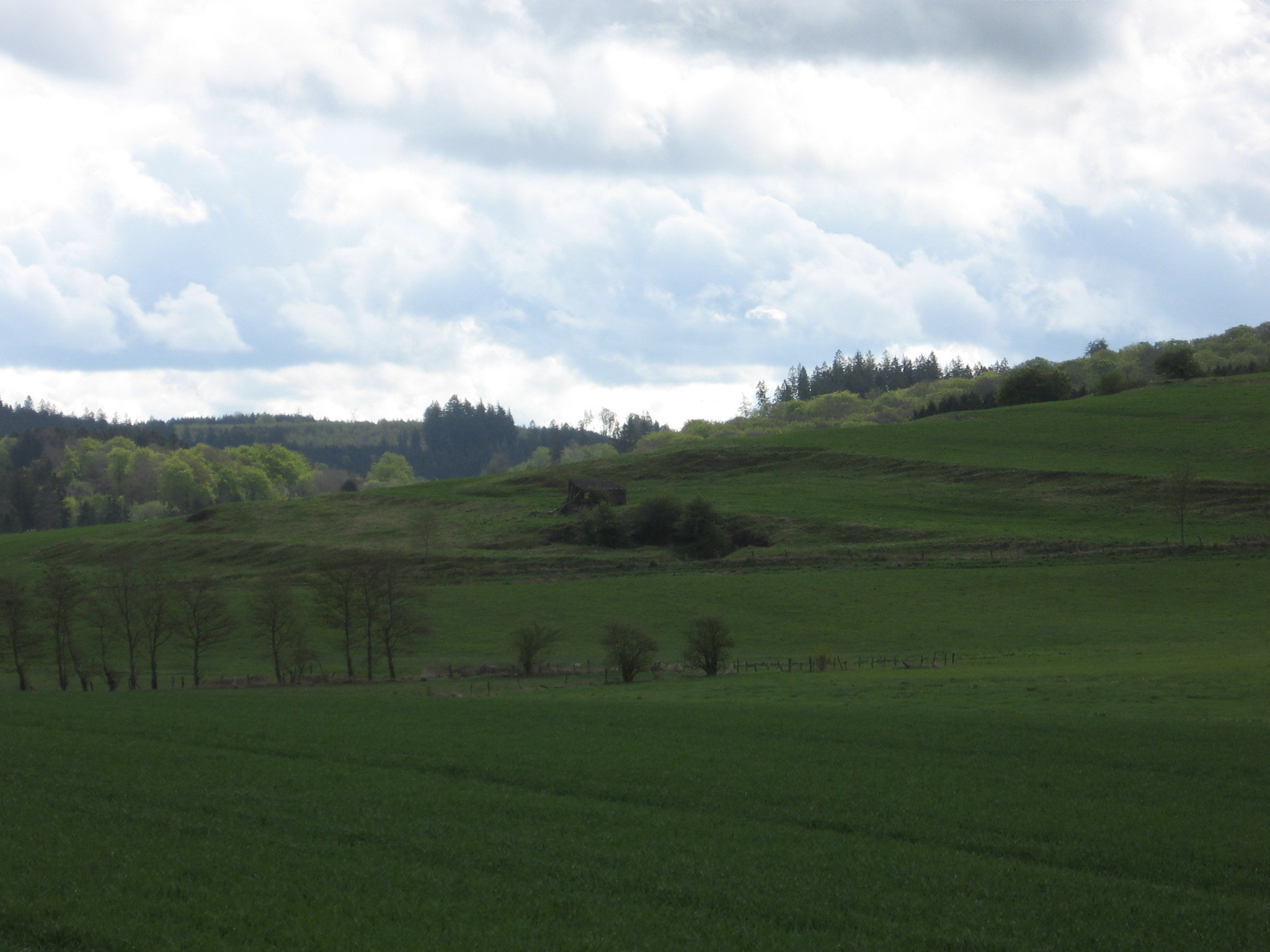
Landschaftsschutzgebiet Grünlandgürtel am Südfeld

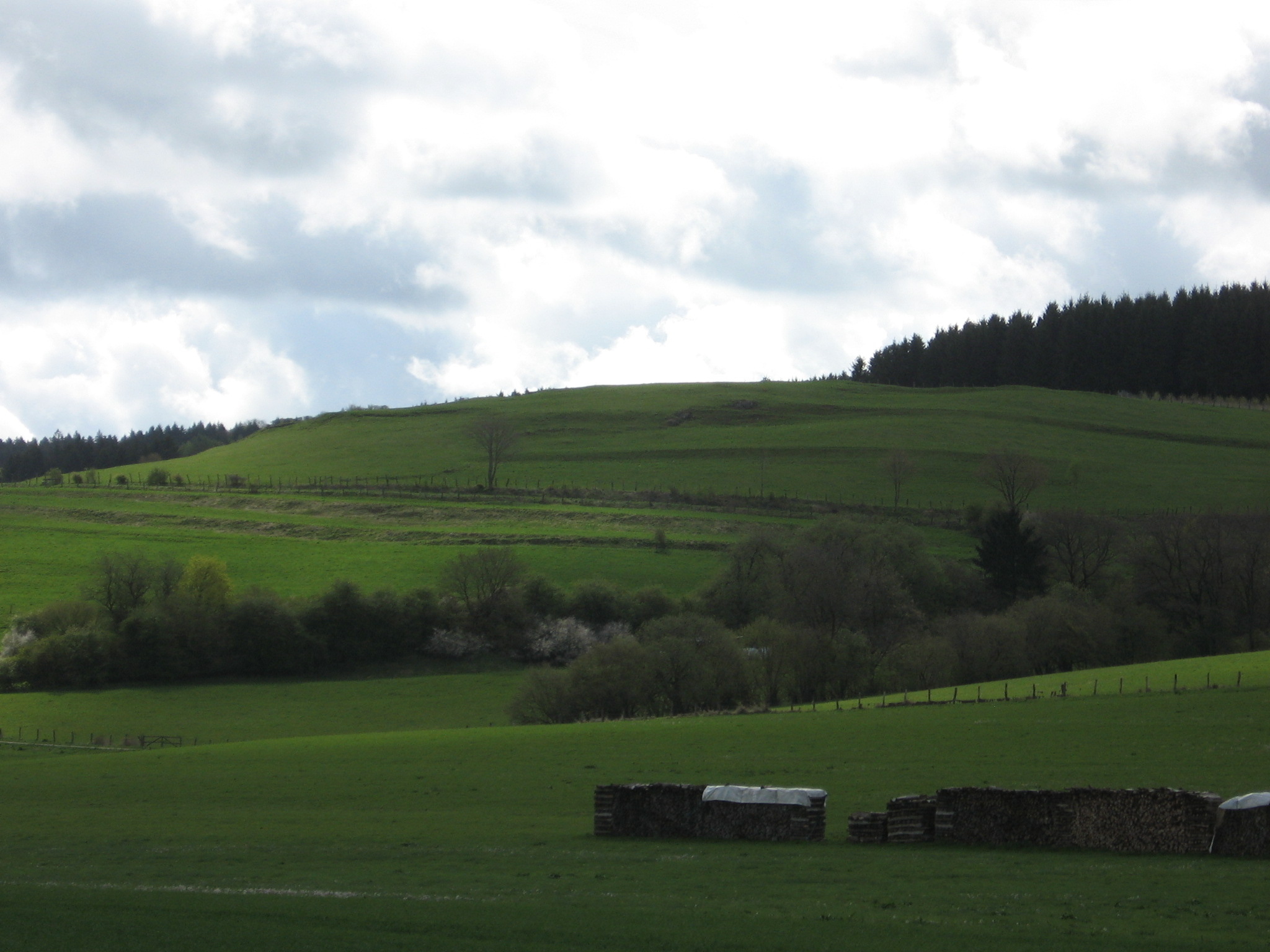
Landschaftsschutzgebiet Grünlandgürtel am Südfeld

Das Landschaftsschutzgebiet Grünlandgürtel am Südfeld mit 54,81 ha Größe liegt südöstlich von Altenbüren im Stadtgebiet von Brilon. Das Gebiet wurde 2008 mit dem Landschaftsplan Briloner Hochfläche durch den Hochsauerlandkreis als Landschaftsschutzgebiet (LSG) ausgewiesen. An das LSG grenzen auch das Naturschutzgebiet Warenberg, das Landschaftsschutzgebiet Südfeld und das Landschaftsschutzgebiet Briloner Kalkplateau und Randhöhen. Das LSG Grünlandgürtel am Südfeld wurde als LSG Typ B, Ortsrandlagen und Landschaftscharakter, ausgewiesen.

## Beschreibung
Es besteht aus zwei Teilflächen und wird als Grünland genutzt. Es beginnt direkt am südöstlichen Siedlungsrand von Altenbüren. In der westlichen Teilfläche ist eine nordexponierte, von Rindern beweidete Magergrünlandflächen mit kleinen Kalkkuppen. Dieser Bereich ist ein geschütztes Biotop nach §30 BNatschG Biotop (BK-4517-0191 Magergrünland am Kleinen Eisenberg mit einer Flächengröße von 11,03 ha). In der östlichen Teilfläche liegt zudem das BK-4617-0030 Wiesen südöstlich von Altenbüren mit einer Flächengröße von 1,05 ha und Glatthafer- und Wiesenknopf-Silgenwiesen.
Im LSG wurde nach 2005 ein großer Reiterhof im LSG errichtet, dieser zerstörte den Biotopverbund in diesem LSG.

## Verbote und Gebote
Es ist unter anderem das Errichten von Bauten verboten. Auch Erstaufforstungen, die Neuanlage von Weihnachtsbaumkulturen, Schmuckreisig- und Baumschulkulturen sind verboten.
Laut Ausweisung sind verschiedene Gebote festgesetzt worden. Das LSG ist durch landwirtschaftliche Nutzung und Pflegemaßnahmen von Bewaldung freizuhalten. Brachflächen sind abschnittsweise im Turnus von drei Jahren zu mähen, um eine Verbuschung zu verhindern. Dabei darf nicht vor dem 1. August gemäht werden, um Bruten nicht zu vernichten. Bei der Mahd ist das Mähgut abzutransportieren. Auf Obstweiden sind, falls notwendig, Obstbäume nachzupflanzen. Abgestorbene Obstbäume sind als Habitatbäume zu belassen. Die Hecken sind alle 10 bis 15 Jahre „auf den Stock“ zu setzen, wobei Einzelbäume zu belassen sind. Die Heckenarbeiten dürfen nur vom 1. Oktober bis 28. Februar durchgeführt werden.

## Magergrünland am Kleinen Eisenberg
Teile des LSG sind als geschütztes Biotop nach §30 BNatschG Biotop BK-4517-0191 Magergrünland am Kleinen Eisenberg mit 11,03 ha Flächengröße dokumentiert worden. Es handelt sich um eine nordexponierte, von Rindern beweidete Magergrünlandflächen mit kleinen Kalkkuppen. Die Fläche liegt inmitten einer Agrarlandschaft die von Fettgrünland und Fichtenforste geprägt ist. In den mäßig steilen, zumeist beweideten, vereinzelt auch als Mähweide genutzten Grünlandparzellen treten vereinzelt sehr kleine Kalkkuppen zutage. Zudem werden sie durch Böschungskanten gegliedert. Auf den Kalkkuppen, lokal auch auf den Böschungskanten sind kleinflächig Magergrünland- und Kalkmagerrasenfragmente ausgebildet. Die übrigen Bereiche sind zumeist nur durch ein oder zwei frequent vorkommende Magerkeitszeiger geprägt. Im Süden der Fläche tritt eine Klippe mit gut ausgebildeten typische Pflanzengesellschaften hervor.
Das Biotopkataster dokumentiert zum Biotop: „Die Fläche besitzt ein sehr hohes Entwicklungspotential und könnte durch eine extensivere Bewirtschaftung, vor allem durch das Einstellen der Düngung, zu einem großflächig artenreichen Magergrünland-Komplex entwickelt werden. Zum Erhalt der relikthaft vorhandenen Kalkmagerrasen-Vegetationsinseln sollten Bewirtschaftungsverträge abgeschlossen werden.“
Auswahl von Pflanzenarten im Biotop Acker-Hornkraut, Acker-Witwenblume, Braunstieliger Streifenfarn, Breitblättriger Thymian, Echtes Labkraut, Gänseblümchen, Gewöhnliches Ferkelkraut, Finger-Steinbrech, Kleine Bibernelle, Kleiner Wiesenknopf, Kleines Habichtskraut, Magerwiesen-Margerite, Mauerraute, Mittlerer Wegerich, Quendelblättriges Sandkraut, Purgier-Lein, Rundblättrige Glockenblume, Tauben-Skabiose, Scharfer Mauerpfeffer und Spitzlappiger Frauenmantel.